# Günter Brucher
Günter Brucher (* 19. Januar 1941 in Graz) ist ein österreichischer Kunsthistoriker.

## Leben
Günter Brucher absolvierte nach seiner Matura die Lehrerbildungsanstalt in Graz. Von 1964 bis 1969 studierte er Kunstgeschichte an der Karl-Franzens-Universität Graz.
Am 12. Februar 1969 promovierte er mit dem Thema „Die Fassaden der Barockkirchen in der Steiermark von 1690–1760“ zum Doktor der Philosophie.
Im gleichen Jahr absolvierte er die Bühnenreifeprüfung für Operngesang in Graz.
Von 1969 bis 1986 war er am Kunsthistorischen Institut der Universität Graz tätig, wo er 1972 habilitierte und 1976 zum Extraordinarius für Österreichische Kunstgeschichte ernannt wurde.
1986 erfolgte seine Berufung zum Ordinarius für Österreichische Kunstgeschichte an der Universität Salzburg, wo er 1988 das Amt des Institutsvorstands übernahm. Er ist seit 2000 korrespondierendes Mitglied der Österreichischen Akademie der Wissenschaften (ÖAW).
2012 erhielt Brucher den Wilhelm-Hartel-Preis der ÖAW.

## Werke
- Die barocke Deckenmalerei in der Steiermark. Graz 1973.
- Farbe und Licht in Albrecht Altdorfers Sebastiansaltar in St. Florian. Graz 1978.
- Barockarchitektur in Österreich. Köln 1983.
- Der Decius-Mus-Gemäldezyklus von Peter Paul Rubens. Graz 1984.
- Zum Problem des Stilpluralismus. Wien 1985.
- Die sakrale Baukunst Italiens im 11. und 12. Jahrhundert. Köln 1988.
- Gotische Baukunst in Österreich. Salzburg 1990.
- Die Kunst des Barock in Österreich. Hrsg. und Autor, Salzburg 1994.
- Kandinsky. Wege zur Abstraktion. (bes. Berücksichtigung der Theoriegrundlagen d. 20. Jhts.), Prestel-Verlag, München 1999.
- Geschichte der bildenden Kunst in Österreich. Band II GOTIK. Hrsg. und Autor, Kooperation mit der Österreichischen Akademie der Wissenschaften in Wien, Kommission für Kunstgeschichte und der Universität Salzburg, Kunsthistorisches Institut, München 2000.
- Sehen lernen – am Beispiel von W. Kandinsky. Ein Beitrag zur kunsthistorischen Methodik. München 2001.
- Stilllebenmalerei von Chardin bis Picasso. Tote Dinge werden lebendig. Wien/Köln/Weimar 2006,
- Geschichte der venezianischen Malerei, Bd. 1. Böhlau 2007.
- Geschichte der venezianischen Malerei, Bd. 2. Böhlau 2010.
- Geschichte der venezianischen Malerei, Bd. 3. Böhlau 2013.